# Kszeń (obwód lipiecki)
Kszeń (ros. Кшень) – osiedle typu wiejskiego w zachodniej Rosji, w sielsowiecie wołowczińskim rejonu wołowskiego w obwodzie lipieckim.

## Geografia
Miejscowość położona jest nad rzeką Kszeń, 4 km od centrum administracyjnego sielsowietu wołowczińskiego (Wołowczik), 8,5 km od centrum administracyjnego rejonu (Wołowo), 140 km od stolicy obwodu (Lipieck).
W granicach miejscowości znajdują się ulice: Kszenskaja, Szkolnaja.

## Demografia
W 2012 r. miejscowość liczyła sobie 113 mieszkańców.